# Сант'Андреа (Беневенто)
Сант'Андреа је насеље у Италији у округу Беневенто, региону Кампанија.
Према процени из 2011. у насељу је живело 34 становника. Насеље се налази на надморској висини од 555 м.